# Biskupiec, Nowomiejski
Biskupiec [bisˈkupjɛt͡s] (tiếng Đức: Bischofswerder)  là một ngôi làng thuộc huyện Nowomiejski, Warmińsko-Mazurskie, ở miền bắc Ba Lan. Đó là chỗ ngồi của gmina (khu hành chính) được gọi là Gmina Biskupiec.
Biskupiec nằm khoảng 19 kilômét (12 mi) về phía tây bắc của Nowe Miasto Lubawskie và 80 km (50 mi) phía tây nam thị trấn Olsztyn và 100 km (62 mi) về phía đông nam của vùng đô thị Gdańsk.
Ngôi làng có dân số 1.927.